# Султанов, Сагдий Ахмадиевич
Султанов Сагдий Ахмадиевич     (15 марта  1922 года — 25 мая 1992 года) — геолог,  лауреат Государственной премии СССР (1983). Доктор геолого-минералогических наук (1966), профессор (1969). Заслуженный деятель науки и техники РСФСР (1976) и ТАССР (1966), отличник нефтяной промышленности СССР (1966),  почётный нефтяник СССР (1981). Участник Великой Отечественной войны.

## Биография
Султанов Сагдий Ахмадиевич     родился  15 марта  1922 года  в д.Нижнегалеево Усерганского кантона БАССР, ныне д. Верхнегалеево Зилаирского р-на РБ.
В 1951 году окончил Московский нефтяной институт им. И.М.Губкина.
Место работы: в 1954—1957 годах работал в Московском нефтяном институт им. И.М.Губкина, в  1952—1953 годах -  в нефтепромысловом управлении “Туймазанефть”: ст. инженер, зам. нач. технологического отдела; с 1957 года работал  в ТатНИПИнефть (г. Бугульма): рук. лаборатории промысловой геологии, с 1958 года -  нач. отдела разработки, с 1963 года -  зам. директора по науке в области геологии и разработки нефтяных месторождений; с 1983 года  - в Уфимском нефтяном институте. 
Султанов Сагдий Ахмадиевич     был организаторов работ по внедрению методов ядерной геофизики для контроля за разработками нефтяных месторождений.

## Труды
Сагдий Ахмадиевич - автор более 150 научных трудов и 5 изобретений. 
Султанов С.А. Контроль за заводнением нефтяных пластов. М., 1974.

## Награды и звания
- Государственная премия  СССР (1977)
- Премия им. И.М.Губкина (1962, 1983).
- Ордена Октяябрьской Революции (1971), Отечественной войны 1-й ст. (1985), “Знак Почёта” (1966).